# Distretto di Saranda
Il distretto di Saranda (in albanese: Rrethi i Sarandës) era uno dei 36 distretti amministrativi dell'Albania. 
La riforma amministrativa del 2015 ha suddiviso il territorio dell'ex-distretto in 4 comuni: Finiq, Himara, Konispol e Saranda.
Nel distretto è presente una numerosa minoranza greca.

## Geografia antropica

### Suddivisioni amministrative
Il distretto comprendeva 2 comuni urbani e 7 comuni rurali.

#### Comuni urbani
- Konispol
- Saranda

#### Comuni rurali
- Aliko
- Dhivër (Vidher)
- Ksamil
- Livadhja
- Lukovë
- Markat
- Xarrë